# Qamil Grezda
Qamil Grezda, född 1917, död 1992, var en albansk målare.
Qamil Grezda föddes i Gjakova i Kosovo men flyttade som ung till Shkodra i Albanien. Han reste till Italien och ville studera ekonomi men det blev istället studier vid Accademia di Belle Arti di Roma från år 1939. Han slutförde sina studier där 1943 och återvände till Albanien. Han arbetade först som målare för Nationalteatern i Tirana, sedan som direktör för ett museum och sist som konstlärare vid konstakademin Jordan Misja.
Qamil Grezda är främst känd som landskapsmålare men utförde även målningar med revolutionära teman och porträtt av nationalhjältar under 1970- och 1980-talen.